# Преслав Кършовски
Вижте пояснителната страница за други личности с името Кършовски.
Преслав Борисов Кършовски е български художник, живописец и график.
Преслав Кършовски произхожда от видната възрожденска фамилия Кършовски от гр. Елена, известна с участието си в борбите за църковна и национална независимост. Той е внук на Иван Кършовски – четник при войводата Панайот Хитов, съратник на Васил Левски, а след Освобождението участник в Учредителното и I велико народно събрание, учредител на Българското книжовно дружество, прераснало в Българска академия на науките.
През 1927 г. завършва Художествената академия в класовете по живопис на проф. Цено Тодоров и по графика на проф. Васил Захариев. В периода 1928 – 1934 специализира живопис и графика във Варшава.
Работи като художник в Пловдивския и Варненския театър, както и в Народния театър в София. Първата му изява като сценограф там е при постановката на операта „Саламбо“ от Веселин Стоянов.
Кършовски е един от основателите на Софийската градска художествена галерия, както и на Националната художествена галерия, чийто пръв директор е, в периода 1950 – 1957 г. В този период преподава „Плакат“ в академията. Негови студенти там са художниците Радослав Маринов, Петър Ръсовски и Димитър Милушев.
Основател и дългогодишен секретар е на Съюза на дружествата на художниците в България.
Преслав Кършовски е автор е на множество графични и живописни платна, гравюри, плакати и илюстрации във всички жанрове и техники. Кършовски е един от видните майстори на екслибриса в България. Участвал в множество графични изложби в България и чужбина (Чикаго, Варшава, Виена).
Женен е за художничката Цветана Мицеева – Кършовска (1915 – 2013 г.), произхождаща от виден род в Самоков и дарила впоследствие на града свои платна и платна на съпруга си.